# Barry Duxbury
Sir John Barry Duxbury, KCB, CBE, FRAeS (* 23. Januar 1934; † 25. Januar 1997) war ein britischer Luftwaffenoffizier der Royal Air Force, der unter anderem von 1983 bis 1985 im Range eines Generalleutnants (Air Marshal) Luftwaffensekretär (Air Secretary) im Luftfahrtministerium war.

## Leben

### Offiziersausbildung, Offizier und Stabsoffizier
John Barry Duxbury, Sohn von Lloyd Duxbury und dessen Ehefrau Hilda Robins, begann nach dem Schulbesuch in Lancashire seine militärische Laufbahn am 23. September 1953 als Navigationskadett und wurde am 22. Januar 1954 Zeitsoldat (Short Service Commission) in der Royal Air Force. Nach seiner Beförderung zum Leutnant (Pilot Officer) wurde er am 22. Januar 1955 als Berufssoldat (Permanent Commission) in die RAF übernommen und war zunächst  Navigationsoffizier bei den Marinefliegern und erhielt am 22. Januar 1956 seine Beförderung zum Oberleutnant (Flying Officer). Er war Navigationsoffizier der Flugzeug- und Rüstungsforschungseinrichtung (Aeroplane & Armament Experiment Establishment) und wurde am 22. Juli 1959 zum Hauptmann (Flight Lieutenant) befördert. Nach dem Besuch des Canadian Forces Staff College war er Stabsoffizier der Zentralen Organisation für Prüfungen und Taktik (Central Trials & Tactics Organisation) und erhielt am 1. Januar 1965 seine Beförderung zum Major (Squadron Leader).
Duxbury, der am 1. Januar 1967 Mitglied des Order of the British Empire (MBE) wurde, übernahm am 27. Juni 1969 den Posten als Stabsoffizier für Operationen im Hauptquartier des Luftwaffenküstenkommandos (RAF Coastal Command) und wurde während seiner dortigen Verwendung am 1. Januar 1970 zum Oberstleutnant (Wing Commander). Im Anschluss wurde er am 1. März 1971 zunächst für kurze Zeit Kommandeur (Officer Commanding) der No. 201 Squadron RAF und danach am 20. Oktober 1971 Personalstabsoffizier beim Chef des Luftwaffenstabes (Chief of the Air Staff), Air Chief Marshal Sir Denis Spotswood. Am 1. Januar 1974 wurde er zum Oberst (Group Captain) befördert und wurde daraufhin 3. Januar 1974 Generalstabsoffizier für Nachrichtendienstes im Luftwaffenstab. Im Anschluss war er zwischen dem 4. Juni 1976 bis zum 17. März 1978 Kommandant des Militärflughafens RAF St Mawgan in Cornwall sowie zugleich vom 3. Juni 1977 bis zum 1. Januar 1978 Aide-de-camp von Königin Elisabeth II.

### Aufstieg zumAir Marshal
Nach seiner Beförderung zum Brigadegeneral (Air Commodore) am 1. Januar 1978 wurde Barry Duxbury am 17. März 1978 Sekretär beim Chef des Stabsausschusses, dem Chef des Verteidigungsstabes (Chief of the Defence Staff), Marshal of the Royal Air Force Sir Neil Cameron beziehungsweise ab dem 1. September 1979 von dessen Nachfolger Admiral of the Fleet Sir Terence Lewin. Am 31. Dezember 1980 wurde er Commander des Order of the British Empire (CBE) und am 1. Juli 1982 zum Generalmajor (Air Vice Marshal) befördert. Er wurde daraufhin am 17. Dezember 1982 Generaldirektor der Abteilung Personalmanagement der RAF und übernahm als solcher 1983 den seit 1978 vakanten Posten als Luftfahrtsekretär (Air Secretary) und damit als Verantwortlicher für die Laufbahnplanung, Beförderungen und Ernennungen von Offizieren der RAF im Luftfahrtministerium (Air Ministry). Auf diesem Posten verblieb er bis zu seiner Ablösung durch Air Vice Marshal Tony Mason im Dezember 1985. Zugleich wurde er am 13. September 1983 auch Kommandeur AOC (Air Officer Commanding) des Zentrums für Personalmanagement.
Nachdem Duxbury am 21. März 1986 seine Beförderung zum Generalleutnant (Air Marshal) erhalten hatte, wurde er zugleich am 21. März 1986 Nachfolger von Air Marshal Sir John Fitzpatrick Kommandeur der No. 18 Group RAF. Auf diesem Posten verblieb er bis zu seiner Ablösung durch Air Marshal Sir Michael Stear. Als Kommandeur der No. 18 Group RAF war er zuletzt auch Kommandeur der Alliierten Luftstreitkräfte im Ärmelkanal und Ostatlantikraum MAIREASTLANT (Allied Maritime Air Forces Channel & Eastern Atlantic Area).  Am 14. Juni 1986 wurde er zum Knight Commander des Order of the Bath (KCB) geschlagen und führte seither den Namenszusatz „Sir“. Am 2. Januar 1990 schied er aus dem aktiven Militärdienst aus und trat in den Ruhestand. Danach wurde er 1990 sowohl Direktor und Chief Executive Officer (CEO) Society of British Aerospace Companies (SBAC) als auch Sekretär des Defence Industries Council sowie Direktor der Carroll Group. 1992 wurde er Fellow der Royal Aeronautical Society (FRAeS). Aus seiner 1954 mit Joan Leake geschlossenen Ehe ging ein Sohn hervor.